# 리브 어게인
《리브 어게인》(영어: One More Time)은 미국에서 제작된 로버트 에드워즈 감독의 2015년 드라마 영화이다. 크리스토퍼 워컨, 앰버 허드 등이 출연하였고, 루커스 와킨 등이 제작에 참여하였다.
이 영화는 2016년 4월 8일 스타즈 디지털에 의해 개봉되었다.

## 출연진
- 크리스토퍼 워컨
- 앰버 허드
- 켈리 가너
- 해미시 링클레이터
- 앤 매그너슨
- 올리버 플랫
- 헨리 켈러먼
- 샌드라 버리오스
- 개빈 매키니스

## 기타 제작진
- 공동 제작: 앨리슨 로즈 카터
- 배역: 이브 버태글리아, 이디 벌라스코
- 미술: 스콧 쿠지오
- 의상: 말고시아 투르잔스카
- 특수 효과: 루시언 해리엇